# Comarca del Valle de La Orotava
La comarca del Valle de La Orotava es una de las 11 comarcas de la isla de Tenerife (Islas Canarias, España).
Localizada en la franja central del norte de la isla, comprende los municipios de La Orotava, Los Realejos y Puerto de la Cruz salvo las partes altas de los dos primeros adscritas a la comarca del Macizo Central.
Tiene una superficie total aproximada de 7.216 hectáreas.